# Great Republic
Die Great Republic war ein ursprünglich 4555 BRT großer US-amerikanischer Klipper. Sie war das Meisterstück des Klipperbauers Donald McKay. Das Schiff war die einzige je gebaute Viermastklipperbark, der größte je gefertigte Klipper und das nach Schiffsraum gemessen größte Holzschiff, wobei der Rumpf allerdings mit Eisen- und Stahlbändern verstärkt war. Auch nachdem das Schiff nach einem Brand mit deutlich reduzierter Tonnage neu aufgebaut wurde, behielt es diesen Rekord.

## Beschreibung
Die Great Republic, die ihren Namen nach einem Gedicht von Henry Wadsworth Longfellow gleichen Namens erhielt, wurde Ende 1852 auf Donald McKays Werft in East Boston auf Kiel gelegt und im Dezember 1853 fertiggestellt. Ursprünglich für den 4. September – Donald McKays Geburtstag – zum Stapellauf geplant, wurde Bauholz plötzlich rar, die Preise stiegen ins Astronomische: McKay musste Holz von weit her heranschaffen lassen, so dass der Stapellauf sich um einen Monat verschob. Kapitän Alden Gifford taufte das Schiff mit einer Flasche Cochituate-Wasser. Schätzungsweise 50.000 Schaulustige waren gekommen, um dieses Jahrhundertereignis zu bestaunen – unter den Zuschauern auch der Reeder Ferdinand Laeisz aus Hamburg, der eigens den weiten Weg machte.
Ihre Planken bestanden aus Sumpfkiefer, außen mit Kupferplatten beschlagen, die Innenbauten aus Eiche, mit Eisen- und Stahlbändern verstärkt. Wie alle Klipper war sie als Glattdecker angelegt, hatte vier Decks mit einer Deckhöhe von 2,2 m, dazu Poop und Back. Sie war 99 m (325 Fuß) an Deck lang, ihr Längen-Breitenverhältnis wies sie als Mediumklipper aus. Der Großmast stand 69 m über Deck, die Großrah hatte die ungewöhnliche Länge von 36,8 m. Die riesige Bark hatte geteilte Marssegel, einfache Bramsegel, Royalsegel und Skysegel an Vor- und Großmast – insgesamt sechs Rahsegel an jedem der beiden ersten Masten, fünf Rahsegel am Kreuzmast. Der deutlich kleinere Besanmast mit wesentlich kürzerem Mastabstand führte das Besan- und Besantoppsegel, dessen Besanbaum 6 m das Heck überragte. Weiterhin kamen 16 Leesegel zum Einsatz. Zwei Luxus-Passagierkabinen, ein komfortabel ausgestatteter Salon nebst Bücherei waren im Poopdeck eingebaut. Der Klüverbaum maß ca. 30 m, was es nach der Wyoming, einem Neu-England-Sechsmastgaffelschoner von 1909 zum zweitlängsten Holzschiff der Welt macht. Donald McKays Bruder Lauchlan McKay beaufsichtigte den Bau und führte das Schiff als Kapitän auf seiner ersten Verholfahrt von Ost-Boston nach New York zum Beladen für die Jungfernreise. Sie war der Welt größtes Handelsschiff – die 5.420 BRT große Baron of Renfrew mit einer Ladung von 9.000 t Holz des kanadischen Reeders Charles Wood von 1825 und ihre Vorläuferin Columbus (3.690 BRT) von 1824 werden hier nicht gerechnet, da sie keine Schiffe von Dauer waren, sondern als „Floßschiff“ oder „Klotzschiff“ bei Ankunft wie ein Holzfloß zerlegt und, da nur die Ladung, nicht das für das Schiff verwendete Holz als Bauholz zu versteuern war, samt ihrer Holzladung verkauft werden sollten. Columbus brachte eine Holzladung, wurde entgegen dem eigentlichen Plan zurückbeordert und ging auf der zweiten Reise vor Irland verloren, Baron of Renfrew strandete nach Ankunft im Ärmelkanal bereits unter Schlepp bei schwerem Sturm. Weitere Schiffe dieser Art folgten nicht, da England die Steuer auch auf das Schiffsholz ausdehnte.
Nach dem Brand während des Beladens durch Funkenflug aus der nahe gelegenen Bäckerei Novelty Baking Co., der neben der Great Republic auch die Klipper White Squall und Joseph Walker zerstörte, wurde im Rahmen des Neuaufbaus das Schiff um das oberste Deck reduziert, die Masten und Spieren deutlich gekürzt, die Great Republic führte nun keine Skysegel mehr, wie man deutlich auf zeitgenössischen Bildern sehen kann. Ihr Schiffsraum sank von 4.555 BRT auf 3.357 BRT. Dennoch war sie auch mit diesen Maßen größer als jeder anderer Klipper und auch größer als jeder Viermaster. Sie hatte ausgezeichnete Segeleigenschaften und erreichte des Öfteren 17 kn. Während einer Kap-Hoorn-Umrundung erreichte sie im Südatlantik ein Etmal von 412 Seemeilen.
Der Brand des Riesenschiffes, der ein reiner Spekulationsbau Donald McKays war, hatte ihm psychisch, physisch und finanziell so geschadet, dass er sich davon niemals mehr völlig erholen konnte. Er konnte unter Vermittlung des berühmten Kapitäns Nathaniel Brown Palmer das Schiff für $200.000 an einen Reeder verkaufen, der das Schiff wieder auf einer anderen Werft aufbauen ließ. Im Februar 1855 konnte es seine erste große Reise nach Liverpool antreten, das es nach 13 Tagen erreichte. 1862 wurde es um den Besanmast reduziert und somit zu einem Vollschiff nie dagewesener Abmessungen. Einige Berichte bezeichnen ihr neues Vollschiffrigg als „three skysail-yarder“ (Drei-Skysegelraher = Drei-Skysegelvollschiff) nach der Reduktion auf drei Masten – gemäß zeitgenössischen Darstellungen wurde sie dabei komplett neu getakelt und hatte demgemäß wieder, und dann auch am dritten Mast, Skysegel, am Kreuzmast das Besansegel angeschlagen.

## Reisen
Ihre 13-tägige Jungfernreise, die unerwarteterweise fast zwei Jahre dauern sollte, führte sie nach Liverpool, England, und nach kurzem Aufenthalt nach London (17 Tage von New York), später ins Mittel- und Schwarze Meer. Da die Schiffseigner Probleme beim Neubeladen des riesigen Schiffes für die Rückreise wegen des zu flachen Hafenbeckens sahen, entschloss sich Kapitän Joseph Limeburger, statt Fracht für New York 1600 britische Soldaten nach Marseille zu befördern. Dort unterschrieb er einen Vertrag mit der französischen Regierung, das Schiff während des Krimkriegs (1853–1859) als Truppentransporter zur Krim bis Herbst 1856 zu verchartern. Nach der Rückkehr in den New Yorker Hafen Ende 1856 erfolgten weitere vier Großreisen von New York nach San Francisco via Kap Hoorn und zurück – eine mit 91 Tagen. Dabei hätte sie mit etwas Glück den bisher nicht eingestellten Rekord des Klippers Flying Cloud (89 Tage) unterboten.
1861 wurde das Schiff von der Nordstaatenregierung im Rahmen des Amerikanischen Bürgerkrieges beschlagnahmt, da einige der Anteilseigner aus den Südstaaten kamen, die dann vom Hauptaktionär und Reeder A. A. Low & Brothers ausbezahlt wurden, um die Beschlagnahmung rückgängig zu machen. Bis 1864 wurde das Schiff für den Staat als Truppentransporter eingesetzt. Kapitän Joseph Limeburner zog sich im selben Jahr ins Privatleben zurück, und die Great Republic wurde zwei Jahre aufgelegt.
1866 wurde das Schiff an den Reederkapitän J. S. Hatfield aus Yarmouth, Nova Scotia, veräußert, der es 1869 in London an die Merchant’s Trading Co. verkaufte. Nun wehte die rote englische Handelsflagge über dem Besantopp. Die Gesellschaft setzte das Schiff als Denmark im Ostindienhandel ein. Nach 18 Jahren Seefahrt schlug das Schiff auf einer Passage von Rio de Janeiro nach St. John, New Brunswick (Kanada), am 5. März 1872 in schwerem Sturm vor den Bermudas leck und sank, da die Pumpen das eingedrungene Wasser nicht mehr abpumpen konnten.

## Darstellung in der Kunst
Das einmalige Schiff war seinerzeit und später Gegenstand vieler Gemälde, Lithografien, Holzschnitte, Zeichnungen, Reliefschnitzereien, Modellen und Halbmodellen. Dabei wurde sowohl das Schiff im Originalzustand, wie es außer der Verholung nie in Fahrt kam, als auch in der reduzierten Form sowohl vier- als auch dreimastig dargestellt. Bekannt ist das Gemälde von James E. Buttersworth (1817–1894) von 1853, das das Schiff im Urzustand zeigt, ebenso das Gemälde von Percy A. Sanborn (1849–1929) von 1870 und der Holzschnitt aus dem Jahre 1872, The Clipper Ship „Great Republic“ (New Brunswick Museum/Musée du Nouveau-Brunswick, St. John, NB, Kanada), der es als Vollschiff mit Skysegeln zeigt.

## Schiffsdaten
- Konstruktion: Holzrumpf als Glattdecker in Kompositbauweise; Masten mit Untermasten, Mars- und Bramstenge
- Rigg original: Viermastbark mit Klipperrigg: doppelte Mars-, einfachen Bramrahen, Royals, Skysegeln an zwei Masten; Besanmast mit Stenge, 1 Gaffel
  - Rigg reduziert: Viermastbark mit reduziertem Klipperrigg 1854: doppelte Mars-, einfachen Bramrahen, Royals; Besanmast (1862 entfernt) mit Stenge, 1 Gaffel
  - Rigg als Vollschiff: Vollschiffrigg als Klipperrigg: doppelte Mars-, einfachen Bramrahen, Royals, Skysegeln an allen drei Masten
- Anzahl der Decks: vier durchgehende Holzdecks, Poop und Back; nach Neuaufbau drei
- Mastfolge: Fock-, Groß-, Kreuzmast und Besanmast (1862 entfernt)
- Stapellauf: 4. Oktober 1853
- Jungfernfahrt: 24. Februar 1856 nach Liverpool in 13 Tagen
- Unterscheidungssignal: L 2 T 5
- Bauwerft: Donald McKay, East Boston; Neuaufbau: Sneeden & Whitlock, Greenpoint, Long Island, New York
- Konstrukteur: Donald McKay
- Reederei: Donald McKay (Spekulationsbau)
- Heimathafen: Boston; New York 1854; Yarmouth 1866, Liverpool 1868
- weitere Reedereien: A. A. Low & Brothers (New York 1854); Kapt. J. S. Hatfield (Yarmouth 1866, Nova Scotia); Merchant’s Trading Company (Liverpool 1868);
- weitere Namen: Denmark (1869)
- Galionsfigur: ja; geschnitzter vergoldeter Holzadler, am Heck ein weiterer Goldadler mit ausgebreiteten Schwingen
- Länge über alles (Lüa): 122 m (400 ft)
- Länge Galion-Heck (Rumpflänge): 104 m (341 ft)
- Länge an Deck (LaD): 101,6 m (334 ft) [99 m (325 ft)]
- Länge in der KWL (LWL): 92 m (302 ft)
- Länge zwischen den Loten (Perpendikeln) (LzL, LPP): 90 m (296 ft)
- Breite: 16,15 m (53 ft)
- Raumtiefe: 11,8 m (39 ft)/8,99 (29,5 ft)
- Seitenhöhe: 12,24 m
- Tiefgang: 8,26 m
- Vermessung: 4.555 BRT/4.300 NRT; nach Neuaufbau 3.357 BRT/3.100 NRT
- Verdrängung: 6.600 t (5.000 t Ladung + 1.600 t Eigenmasse)
- Ladekapazität/Tragfähigkeit: 5.000 t
- Segelfläche: 6.400 m² (50 Segel: 17 Rah-, 10 Stag-, 5 Vorsegel, 2 Besane + 16 Leesegel)
  - Segelfläche reduziert: 5.400 m² (42 Segel: 15 Rah-, 8 Stag-, 5 Vorsegel, 2 Besane + 12 Leesegel)
  - Segelfläche als Vollschiff: 5.200 m² (41 Segel: 18 Rah-, 5 Stag-, 5 Vorsegel, 1 Besan + 12 Leesegel)
- Masthöhe: 75 m (247 ft, Kiel-Flaggenknopf), 66 m (216 ft, Deck-Flaggenknopf)
- Länge Großrah: 36 m (118 ft) vor Neubau
- Hilfsantrieb: nein; Hilfsmaschinen: Dampfwinde 17 hp zum Heißen von Rahen, Segeln, Ladung;
- Baukosten: US-$ 450.000,00 (1853)
- Klassifikation: Lloyd’s +100A
- Erster Kapitän: Lauchlan McKay (Verholreise Boston-New York 1853)
- weitere Kapitäne: Joseph Limeburner (1855–1864)
- Besatzung: 120 Mann, nach Neuaufbau: 60 Mann
- Höchstgeschwindigkeit: 19 kn
- Bestes Etmal: 412 sm im Südatlantik 1856
- Besonderheiten: zwei Luxus-Passagierkabinen, Salon, Bücherei